# Система попередження зіткнень

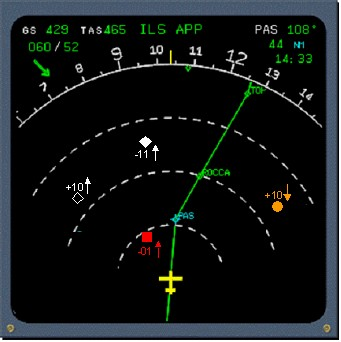
Індикатор TCAS, вмонтований у навігаційний дисплей Airbus

Система попередження зіткнення літаків у повітрі (англ. Traffic alert and Collision Avoidance System, TCAS) — система обладнання повітряних суден, призначена для зменшення ризику зіткнення в повітрі. Система оглядає простір навколо повітряного судна, виявляючи інші судна, обладнані відповідачем системи TCAS. У разі виникнення ризику зіткнення система попереджає про це пілотів. За стандартами ICAO, TCAS повинен бути встановлений на всіх судах важче 5700 кг або сертифікованих для перевезення понад 19 пасажирів.

## Обмеження TCAS
У той час як перевага використання TCAS незаперечна, ця система має ряд істотних обмежень:
- TCAS може видати вказівки тільки по вертикальному ешелонуванню.
- Система управління повітряним рухом не отримує вказівок, виданих TCAS літакам, тому авіадиспетчери можуть не знати про такі вказівки, і навіть давати суперечливі вказівки, що є причиною спантеличення екіпажів. (Зіткнення над Боденським озером 1 липня 2002)
- Для ефективної роботи TCAS необхідно, щоб цією системою були оснащені всі літаки, бо літаки виявляють один одного по відповідачах.

## Варіанти TCAS

### Пасивний
Використовують лише відповіді літакових транспондерів, що відповідають на запити із землі або з інших систем літака.

### TCAS I
Перше покоління TCAS. Аналізують ситуацію в радіусі близько 40 миль навколо літака. Надають приблизну інформацію про напрямки польоту і висотах інших літаків. Можуть видавати попередження «Traffic Advisory».

### TCAS II
Поточне покоління TCAS, використовується на більшості комерційних літаків. На додаток до інформації, що видається TCAS I, ці системи дають пілоту прямі вказівки про дії, необхідні, щоб уникнути зіткнення. Вказівки називаються «Resolution Advisory» і подаються у вигляді голосових повідомлень «descend, descend», «climb, climb», «Adjust Vertical Speed Adjust» (новіший варіант останнього повідомлення «Level off»). Також можуть видаватися повідомлення «preventive Resolution Advisory», що не дають чіткої вказівки до дії, але лише попередженнями стежити за вертикальною швидкістю: «monitor vertical speed» і «maintain vertical speed».
Системи TCAS II різних літаків узгоджують рішення між собою перед тим, як видадуть вказівку пілотам, тобто якщо система одного літака дасть вказівку знижуватися, то система іншого літака дасть вказівку збільшити висоту.
На 2006 рік вимогам ІКАО ACAS II задовольняв тільки TCAS II Version 7.0 (виробляється Rockwell Collins, Honeywell і ACSS).
Після катастрофи над Боденським озером 1 липня 2002 була розроблена версія 7.1, яка може змінювати рекомендації у разі, якщо один з літаків не виконав вимоги TCAS.

### TCAS III
Розроблюване наступне покоління TCAS. Доповнено горизонтальними маневрами.

## Авіакатастрофи
Зіткнення над Боденським озером 1 липня 2002 відбулося через взаємосуперечливі вказівки TCAS і диспетчера: екіпаж одного з літаків виконував вказівки TCAS, екіпаж іншого - вказівки диспетчера, які розходилися з вказівками TCAS.